# نهر روبل
نهر روبل (بالهولندية: Rupel) نهر مدي يقع في شمال بلجيكا وهو رافد أيمن لنهر سخيلده.
طوله 12 كم. ويجري عبر مقاطعة أنتويرب.